# Rizoma (Trikala)
Rizoma (griechisch Ρίζωμα (n. sg.)) ist ein Dorf der Gemeinde Trikala in der griechischen Region Thessalien.
Die Ortsgemeinschaft Rizoma liegt im Norden der Gemeinde Trikala an der Grenze zur Nachbargemeinde Kalambaka. Das Gebiet der Ortsgemeinschaft erstreckt sich über 21,343 km² von der fruchtbaren thessalischen Tiefebene bis zu den südlichen Ausläufer der Antichasia-Berge (Αντιχάσια Όρη Andichásia Óri) nördlich des Dorfes. Die Stadt Kalambaka liegt etwa 11 km nordwestlich, Trikala 13 km südlich.
Durch die Abtrennung aus der Gemeinde Paralithei 1912 wurde die selbständige Landgemeinde Sklatena (Κοινότητα Σκλαταίνης Kinótita Sklaténis) mit dem gleichnamigen Dorf 1912 gegründet. Die Umbenennung des slawischen Namens Sklatena nach Rizoma erfolgte 1927. Im Rahmen der Gemeindereform 1997 wurde das Dorf Verwaltungssitz der damaligen Gemeinde Paralithei. Gemeinsam mit weiteren sieben Gemeinden wurde Paralithei im Zuge der Verwaltungsreform 2010 zur Gemeinde Trikala fusioniert. Seither hat Rizoma den Status einer Ortsgemeinschaft (Τοπική Κοινότητα Topikí Kinótita) im Gemeindebezirk Paralithei.
Einwohnerentwicklung von Rizoma
| 1920 | 1928 | 1940 | 1951 | 1961 | 1971 | 1981 | 1991 | 2001 | 2011 |
| ---- | ---- | ---- | ---- | ---- | ---- | ---- | ---- | ---- | ---- |
| 969  | 1105 | 1419 | 1545 | 1698 | 1416 | 1339 | 1302 | 1380 | 917  |